# NGC 4821
NGC 4821 este o galaxie spirală situată în constelația Părul Berenicei. A fost descoperită în 6 aprilie 1864 de către Heinrich Louis d'Arrest. Se află la o distanță de 104,06 megaparseci de Pământ.